# 福州神社
福州神社（ふくしゅうじんじゃ）はかつて中国福建省の福州市に存在した神社である。福州南台蒼前山に位置し、1936年に創建した。祭神は天照大神、明治天皇と能久親王だった。
福州神社は福州日本人小学校と隣接していた。戦後、福州神社は取り壊され、遺構はまったく残っていない。